# Navas de Oro
Navas de Oro és un municipi de la província de Segòvia, a la comunitat autònoma de Castella i Lleó. Limita al nord amb el riu Pirón i al sud amb l'Eresma. Limita amb els municipis de Samboal i San Martín y Mudrián (nord), Nava de la Asunción (sud), Coca (oest), Migueláñez, Bernardos i Carbonero el Mayor (est).

## Administració
| Període      | Nom de l'alcalde/-essa                                                    | Partit polític                                                                      | Data de possessió |
| ------------ | ------------------------------------------------------------------------- | ----------------------------------------------------------------------------------- | ----------------- |
| 1979 - 1983  | José Antonio Sacristán Vera                                               | UCD                                                                                 | 19/04/1979        |
| 1983 - 1987  | Marcos Sanz Hernández, fins a 1985; i Manuel Sanz Barbado, de 1985 a 1987 | AP-PDP                                                                              | 28/05/1983        |
| 1987 - 1991  | Obdulio García Lozano                                                     | PSOE                                                                                | 30/06/1987        |
| 1991 - 1995  | Jose Villacorta Puras                                                     | PP                                                                                  | 15/06/1991        |
| 1995 - 1999  | Jose Villacorta Puras                                                     | PP                                                                                  | 17/06/1995        |
| 1999 - 2003  | Jose Villacorta Puras                                                     | PP                                                                                  | 03/07/1999        |
| 2003 - 2007  | Jose Villacorta Puras                                                     | PP                                                                                  | 14/06/2003        |
| 2007 - 2011  | Ladislao González García                                                  | Izquierda Unida -Los verdes-Compromiso por Castilla y León, en coalició amb el PSOE | 16/06/2007        |
| 2011 - 2015  | n/d                                                                       | n/d                                                                                 | 11/06/2011        |
| 2015 - 2019  | n/d                                                                       | n/d                                                                                 | 13/06/2015        |
| 2019 - 2023  | n/d                                                                       | n/d                                                                                 | 15/06/2019        |
| Des del 2023 | n/d                                                                       | n/d                                                                                 | 17/06/2023        |